# 멀티심플렉틱 다양체
미분기하학에서 멀티심플렉틱 다양체(multisymplectic多樣體, 영어: multisymplectic manifold)는 임의의 0이 아닌 벡터장과의 내부곱이 0이 아닌 닫힌 미분 형식을 갖춘 매끄러운 다양체이다.:Chapter 2 심플렉틱 다양체와 부피 형식의 개념의 공통적인 일반화이다.

## 정의
자연수 {\displaystyle k\in \mathbb {N} }가 주어졌다고 하자. 매끄러운 다양체 {\displaystyle M} 위의 {\displaystyle k}차 멀티심플렉틱 구조(영어: {\displaystyle k}-multisymplectic structure)
{\displaystyle \omega \in \Omega ^{k+1}(M)}
은 다음과 같은 성질을 갖는 {\displaystyle k+1}차 닫힌 미분 형식이다.
- 임의의 점 {\displaystyle x\in M} 및 접벡터 {\displaystyle v\in \mathrm {T} _{x}M\setminus \{0\}}에 대하여, {\displaystyle v\lrcorner \omega _{x}\neq 0\in \textstyle \bigwedge ^{k}\mathrm {T} _{x}^{*}M}이다.

여기서
{\displaystyle \lrcorner \colon \mathrm {T} _{x}M\times \bigwedge ^{k+1}\mathrm {T} ^{*}M\to \bigwedge ^{k}\mathrm {T} ^{*}M}
는 {\displaystyle x}에서, 접벡터와 미분 형식의 내부곱이다.
{\displaystyle k}차 멀티심플렉틱 다양체(영어: {\displaystyle k}-multisymplectic manifold) {\displaystyle (M,\omega )}는 매끄러운 다양체와 그 위의 {\displaystyle k}차 멀티심플렉틱 구조의 순서쌍이다.

## 성질
{\displaystyle n}차원 매끄러운 다양체 위에 {\displaystyle k}차 멀티심플렉틱 구조가 존재할 필요 조건은 다음과 같다.
{\displaystyle k+1\leq n\leq {\binom {n}{k}}}
여기서 첫째 부등식은 자명하지 않은 {\displaystyle k+1}차 미분 형식이 존재할 필요 조건이며, 둘째 부등식은 {\displaystyle \textstyle \bigwedge ^{k}\mathrm {T} _{x}^{*}M}의 차원이 {\displaystyle \mathrm {T} _{x}M}의 차원보다 작지 않을 조건이다.
일반적으로, {\displaystyle n\geq 6}차원 매끄러운 다양체 위에는 2차〜{\displaystyle n-4}차 멀티심플렉틱 구조가 항상 존재한다.:Remark 2.7

### 멀티심플렉틱 다양체에 대응되는 L∞-대수
{\displaystyle k}차 멀티심플렉틱 다양체 {\displaystyle (M,\omega )} 위의 해밀토니언 미분 형식(영어: Hamiltonian differential form)은 다음 조건을 만족시키는 {\displaystyle k-1}차 미분 형식 {\displaystyle \alpha \in \Omega ^{k-1}(M)}이다.
{\displaystyle \exists X\in \operatorname {Vect} (M)\colon \mathrm {d} \alpha =X\lrcorner \omega }
그 공간을 {\displaystyle \Omega _{\operatorname {Ham} }^{k-1}(M)}이라고 하자.
이제, 등급 벡터 공간
{\displaystyle L=\bigoplus _{i=0}^{n-1}L_{i}}
{\displaystyle L_{0}=\Omega _{\operatorname {Ham} }^{k-1}(M)}
{\displaystyle L_{i}=\Omega ^{k-1-i}(M)\qquad (i\in \{1,2,\dotsc ,n-1\}}
위에 다음과 같은 L∞-대수의 구조를 줄 수 있다.:Theorem 3.14
{\displaystyle [\alpha ]=\mathrm {d} \alpha \qquad \forall \alpha \in L,\;\deg \alpha >0}
{\displaystyle [\alpha _{1},\dotsc ,\alpha _{p}]=(-)^{1+\lceil p/2\rceil }(X_{1}\wedge \dotsb \wedge X_{p})\lrcorner \omega \qquad (\alpha _{1},\dotsc ,\alpha _{k}\in \Omega _{\operatorname {Ham} }^{k-1}(M),\;\forall i\colon \mathrm {d} \alpha _{i}=X_{i}\lrcorner \omega )}

## 연산
(서로 다른 차원일 수 있는) 두 {\displaystyle k}차 멀티심플렉틱 다양체 {\displaystyle (M_{1},\omega _{1})}, {\displaystyle (M_{2},\omega _{2})}가 주어졌다고 하자. 그렇다면, 곱공간
{\displaystyle M=M_{1}\times M_{2}}
{\displaystyle \pi _{i}\colon M\twoheadrightarrow M_{i}}
에 대하여,
{\displaystyle \omega =\pi _{1}^{*}\omega _{1}+\pi _{2}^{*}\omega _{2}}
를 정의하자. 만약 {\displaystyle k\geq 1}이라면, 이는 {\displaystyle M} 위의 {\displaystyle k}차 멀티심플렉틱 구조를 이룬다.

## 예
0차 멀티심플렉틱 다양체는 1차원에서만 존재하며, 그 개념은 부피 형식을 갖춘 1차원 매끄러운 다양체와 같다.
1차 멀티심플렉틱 다양체의 개념은 심플렉틱 다양체의 개념과 같다.
{\displaystyle n}차원 {\displaystyle n-1}차 멀티심플렉틱 다양체의 개념은 부피 형식이 주어진 {\displaystyle n}차원 매끄러운 다양체의 개념과 같다.

### 리 군
콤팩트 단순 리 군이 주어졌다고 하자. 그렇다면, 그 위에는 표준적인 3차 미분 형식이 존재하며, 그 계수는 리 대수의 구조 상수이다. 이를 통하여 콤팩트 단순 리 군은 2차 멀티심플렉틱 다양체를 이룬다. 마찬가지로, 콤팩트 단순 리 대수는 2차 멀티심플렉틱 벡터 공간을 이룬다.
{\displaystyle G}의 실수 리 대수를
{\displaystyle {\mathfrak {g}}={\mathfrak {lie}}(G)}
라고 하자. 그렇다면, 끈 L₂-대수(영어: string algebra)
{\displaystyle {\mathfrak {string}}({\mathfrak {g}})={\mathfrak {g}}\oplus \mathbb {R} [1]}
{\displaystyle [x,y,z]=\mu (x,y,z)\in \mathbb {R} [1]\qquad \forall x,y,z\in {\mathfrak {g}}}
를 정의할 수 있다.
2-멀티심플렉틱 다양체 {\displaystyle G}에 대응되는 L₂-대수
{\displaystyle L(G)=\Omega _{\operatorname {Ham} }^{1}(G)\oplus \Omega ^{0}(G)[1]}
를 생각하자. {\displaystyle G}는 스스로 위에 왼쪽 곱셈으로 작용하며, 이에 대한 불변 L₂-대수
{\displaystyle L(G)^{G}=\Omega _{\operatorname {Ham} }^{1}(G)^{G}\oplus \Omega ^{0}(G)^{G}[1]}
를 적을 수 있다. 여기서 표준적으로
{\displaystyle \Omega _{\operatorname {Ham} }^{1}(G)^{G}\cong {\mathfrak {g}}^{*}\cong {\mathfrak {g}}}
{\displaystyle \Omega ^{0}(G)^{G}\cong \mathbb {R} }
이며, 따라서 이는 끈 L₂-대수와 동형이다.

### 특수 홀로노미
홀로노미가 리 군 G₂인 7차원 리만 다양체는 표준적으로 2차 멀티심플렉틱 다양체를 이룬다.
초켈러 다양체의 세 심플렉틱 구조 {\displaystyle \omega _{1},\omega _{2},\omega _{3}}이 주어졌을 때
{\displaystyle \omega _{1}\wedge \omega _{1}+\omega _{2}\wedge \omega _{2}+\omega _{3}\wedge \omega _{3}}
은 그 위의 3차 멀티심플렉틱 구조를 이룬다.:Example 2.11

### 공변접다발의 외대수
매끄러운 다양체 {\displaystyle M}이 주어졌을 때, 그 공변접다발의 {\displaystyle k}차 외대수
{\displaystyle \bigwedge ^{k}\mathrm {T} ^{*}M}
을 생각하자. 그 위에는 표준적인 {\displaystyle k}차 미분 형식
{\displaystyle \theta \in \Omega ^{k}\left(\bigwedge ^{k}\mathrm {T} _{x}^{*}M\right)}
{\displaystyle \theta |_{(x,p)}=p_{i_{1}\dotso i_{k}}\,\mathrm {d} x^{i_{1}}\wedge \dotsb \wedge \mathrm {d} x^{i_{k}}\qquad \left(x\in M,\;p\in \bigwedge ^{k}\mathrm {T} _{x}^{*}M\right)}
이 존재한다. 그 외미분
{\displaystyle \omega =\mathrm {d} \theta \in \Omega ^{k+1}\left(\bigwedge ^{k}\mathrm {T} _{x}^{*}M\right)}
{\displaystyle \omega |_{(x,p)}=\mathrm {d} p_{i_{1}\dotso i_{k}}\,\mathrm {d} x^{i_{1}}\wedge \dotsb \wedge \mathrm {d} x^{i_{k}}\qquad \left(x\in M,\;p\in \bigwedge ^{k}\mathrm {T} _{x}^{*}M\right)}
은 {\displaystyle n+\textstyle {\binom {n}{k}}}차원 매끄러운 다양체 {\displaystyle \textstyle \bigwedge ^{k}\mathrm {T} ^{*}M} 위의 {\displaystyle k}차 멀티심플렉틱 구조를 정의한다.:Example 2.10

### 시그마 모형
다음이 주어졌다고 하자.
- {\displaystyle m}차원 매끄러운 다양체 {\displaystyle M}
- {\displaystyle k}차원 매끄러운 다양체 {\displaystyle \Sigma }
- {\displaystyle \Sigma } 위의 부피 형식 {\displaystyle \omega \in \Omega ^{k}(\Sigma )}

그렇다면 벡터 다발
{\displaystyle \mathrm {T} \Sigma \otimes _{M\times \Sigma }\mathrm {T} ^{*}M}
의 전체 공간의 국소 좌표를
{\displaystyle (x^{\mu },\phi ^{i},\pi _{i}^{\mu })\qquad (x\in \Sigma ,\;\phi \in M,\;\pi \in \mathrm {T} _{x}\Sigma \otimes \mathrm {T} _{x}^{*}M)}
위에 다음과 같은 구조를 생각하자.
{\displaystyle \theta =\pi _{i}^{\mu }\mathrm {d} \phi ^{i}\wedge {\frac {\partial }{\partial x^{\mu }}}\lrcorner \omega }
이는 {\displaystyle k}차 미분 형식을 이룬다. 그 외미분
{\displaystyle \mathrm {d} \theta =\mathrm {d} \pi _{i}^{\mu }\mathrm {d} \phi ^{i}\wedge {\frac {\partial }{\partial x^{\mu }}}\lrcorner \omega }
은 {\displaystyle k+1}차 미분 형식이며, 만약 {\displaystyle k\geq 2}일 경우 {\displaystyle k}차 멀티심플렉틱 다양체를 이룬다.
이 구성은 {\displaystyle \Sigma \to M} 시그마 모형의 공변 위상 공간(영어: covariant phase space)으로 해석할 수 있다. 이 경우 좌표 {\displaystyle \pi _{i}^{\mu }}는 일반화 운동량에 해당한다.